# Belaja (přítok Angary)
Belaja nebo Velká Belaja (rusky Белая nebo Большая Белая) je řeka v Burjatské republice a v Irkutské oblasti v Rusku. Je 359 km dlouhá. Povodí má rozlohu 18 000 km².

## Průběh toku
Pramení v Belských Golcích ve Východních Sajanech. V povodí se nachází přibližně 400 jezer o celkové rozloze 18,5 km². Je levým přítokem Angary (povodí Jeniseje), přičemž ústí do Bratské přehradní nádrže.

### Přítoky
- zprava – Urik, Malá Belaja

## Vodní režim
Zdroj vody jsou sněhové a dešťové srážky. Průměrný roční průtok vody ve vzdálenosti 22 km od ústí činí 181 m³/s. Zamrzá v říjnu až v listopadu a rozmrzá na konci dubna až na začátku května.

## Využití
Je splavná pro vodáky. V jejím povodí se nacházejí ložiska nefritu a grafitu.